# Handebol nos Jogos Olímpicos de Verão de 2024 - Feminino
O torneio feminino de handebol nos Jogos Olímpicos de Verão de 2024 foi realizado entre 25 de julho e 10 de agosto, com as partidas da fase preliminar acontecendo na Arena 6 Paris Sul, em Paris, e a fase final no Stade Pierre-Mauroy, em Lille.
A Noruega conquistou seu terceiro título olímpico após uma vitória na final sobre a França. A Dinamarca conquistou a medalha de bronze com uma vitória sobre a Suécia.

## Medalhistas
|  | NOR Noruega |  | FRA França |  | DEN Dinamarca |
|  | Veronica Kristiansen Maren Nyland Aardahl Stine Skogrand Nora Mørk Stine Bredal Oftedal Silje Solberg-Østhassel Kari Brattset Dale Kristine Breistøl Vilde Ingstad Katrine Lunde Marit Røsberg Jacobsen Camilla Herrem Sanna Solberg-Isaksen Henny Reistad Thale Rushfeldt Deila |  | Laura Glauser Méline Nocandy Alicia Toublanc Chloé Valentini Coralie Lassource Grâce Zaadi Cléopatre Darleux Laura Flippes Orlane Kanor Tamara Horacek Pauletta Foppa Estelle Nze Minko Oriane Ondono Lucie Granier Sarah Bouktit Léna Grandveau Hatadou Sako |  | Sandra Toft Sarah Iversen Helena Elver Anne Mette Hansen Kathrine Heindahl Line Haugsted Althea Reinhardt Mette Tranborg Kristina Jørgensen Trine Østergaard Louise Burgaard Mie Højlund Emma Friis Rikke Iversen Michala Møller |

## Calendário
| G | Fase de grupos | QF | Quartas de final | SF | Semifinais | B | Disputa pelo bronze | F | Final |

| DataEvento | Qui 25 jul | Sex 26 jul | Sáb 27 jul | Dom 28 jul | Seg 29 jul | Ter 30 jul | Qua 31 jul | Qui 1 ago | Sex 2 ago | Sáb 3 ago | Dom 4 ago | Seg 5 ago | Ter 6 ago | Qua 7 ago | Qui 8 ago | Sex 9 ago | Sáb 10 ago | Sáb 10 ago | Dom 11 ago | Dom 11 ago |
| ---------- | ---------- | ---------- | ---------- | ---------- | ---------- | ---------- | ---------- | --------- | --------- | --------- | --------- | --------- | --------- | --------- | --------- | --------- | ---------- | ---------- | ---------- | ---------- |
| Feminino   | G          |            |            | G          |            | G          |            | G         |           | G         |           |           | QF        |           | SF        |           | B          | F          |            |            |

## Qualificação
Doze equipes se classificaram para o torneio feminino de handebol:
| Método                                  | Data                                    | Local                                       | Vagas | Classificados           |
| --------------------------------------- | --------------------------------------- | ------------------------------------------- | ----- | ----------------------- |
| País-sede                               | —                                       | —                                           | 1     | França                  |
| Campeonato Europeu de 2022              | 4–20 de novembro de 2022                | Eslovênia · Macedônia do Norte · Montenegro | 1     | Dinamarca               |
| Torneio Pré-Olímpico Asiático de 2023   | 17–26 de agosto de 2023                 | Japão                                       | 1     | Coreia do Sul           |
| Copa das Nações Africanas de 2023       | 11–14 de outubro de 2023                | Angola                                      | 1     | Angola                  |
| Jogos Pan-Americanos de 2023            | 24–29 de outubro de 2023                | Santiago                                    | 1     | Brasil                  |
| Campeonato Mundial Feminino de 2023     | 30 de novembro – 17 de dezembro de 2023 | Dinamarca · Noruega · Suécia                | 1     | Noruega                 |
| Torneios Pré-Olímpicos Mundiais de 2024 | 8–14 de abril de 2024                   | Debrecen                                    | 2     | Hungria · Suécia        |
| Torneios Pré-Olímpicos Mundiais de 2024 | 8–14 de abril de 2024                   | Torrevieja                                  | 2     | Espanha · Países Baixos |
| Torneios Pré-Olímpicos Mundiais de 2024 | 8–14 de abril de 2024                   | Neu-Ulm                                     | 2     | Alemanha · Eslovênia    |
| Total                                   |                                         |                                             | 12    |                         |

## Formato
A competição se inicia com uma fase preliminar dividida dois grupos de seis equipes, em que todos do grupo se enfrentam. As quatro melhores equipes em cada grupo seguem para as quartas de final. A partir das quartas de final a competição passa para o sistema eliminatório direto, com uma única partida, em que o vencedor segue para a fase seguinte. Os vencedores das semifinais disputam a medalha de ouro e os perdedores a medalha de bronze.

## Sorteio
Os potes e o formato do sorteio foram anunciados em 14 de abril, com o sorteio propriamente dito sendo realizado em 16 de abril de 2024.
Potes
| Pote 1            | Pote 2                   | Pote 3              | Pote 4          | Pote 5             | Pote 6                 |
| ----------------- | ------------------------ | ------------------- | --------------- | ------------------ | ---------------------- |
| Noruega · Hungria | Países Baixos · Alemanha | Eslovênia · Espanha | Suécia · França | Dinamarca · Brasil | Angola · Coreia do Sul |

## Árbitros
Os pares de árbitros foram selecionados em 26 de abril de 2024.
| Árbitros             | Árbitros                        |
| -------------------- | ------------------------------- |
| Alemanha             | Robert Schulze Tobias Tönnies   |
| Alemanha             | Tanja Kuttler Maike Merz        |
| Argélia              | Youcef Belkhiri Sid Ali Hamidi  |
| Argentina            | María Paolantoni Mariana García |
| Bósnia e Herzegovina | Amar Konjičanin Dino Konjičanin |
| Chéquia              | Václav Horáček Jiří Novotný     |
| Dinamarca            | Mads Hansen Jesper Madsen       |
| Eslovênia            | Bojan Lah David Sok             |

| Árbitros           | Árbitros                                |
| ------------------ | --------------------------------------- |
| Espanha            | Óscar Raluy Ángel Sabroso               |
| França             | Charlotte Bonaventura Julie Bonaventura |
| Macedônia do Norte | Gjorgji Nachevski Slave Nikolov         |
| Montenegro         | Ivan Pavićević Miloš Ražnatović         |
| Noruega            | Håvard Kleven Lars Jørum                |
| Suécia             | Mirza Kurtagic Mattias Wetterwik        |
| Suíça              | Arthur Brunner Morad Salah              |

## Fase de grupos
Todas as partidas seguem o fuso horário local (UTC+2).

### Grupo A
| Pos | Equipe        | Pts | J | V | E | D | GP  | GC  | SG  | Classificado     |
| --- | ------------- | --- | - | - | - | - | --- | --- | --- | ---------------- |
| 1   | Noruega       | 8   | 5 | 4 | 0 | 1 | 140 | 110 | +30 | Quartas de final |
| 2   | Suécia        | 8   | 5 | 4 | 0 | 1 | 140 | 125 | +15 | Quartas de final |
| 3   | Dinamarca     | 8   | 5 | 4 | 0 | 1 | 126 | 116 | +10 | Quartas de final |
| 4   | Alemanha      | 2   | 5 | 1 | 0 | 4 | 136 | 134 | +2  | Quartas de final |
| 5   | Coreia do Sul | 2   | 5 | 1 | 0 | 4 | 107 | 133 | −26 |                  |
| 6   | Eslovênia     | 2   | 5 | 1 | 0 | 4 | 116 | 147 | −31 |                  |

1. 1 2 3  Noruega 2 Pts, +5 SG; Suécia 2 Pts, +2 SG; Dinamarca 2 Pts, −7 SG.
2. 1 2 3  Alemanha 2 Pts, +18 SG; Coreia do Sul 2 Pts, −6 SG; Eslovênia 2 Pts, −12 SG.

| 25 de julho de 2024 09:00 | Eslovênia      | 19–27     | Dinamarca           | Arena 6 Paris Sul, Paris Árbitros: Brunner, Salah |
| 25 de julho de 2024 09:00 | Gros, Stanko 5 | (11–14)   | Friis, Østergaard 5 | Arena 6 Paris Sul, Paris Árbitros: Brunner, Salah |
| 25 de julho de 2024 09:00 | 6× 1×          | Relatório | 5× 1×               | Arena 6 Paris Sul, Paris Árbitros: Brunner, Salah |

| 25 de julho de 2024 16:00 | Alemanha | 22–23     | Coreia do Sul  | Arena 6 Paris Sul, Paris Público: 5 765 Árbitros: Belkhiri, Hamid |
| 25 de julho de 2024 16:00 | Döll 6   | (10–11)   | Kang K., Ryu 6 | Arena 6 Paris Sul, Paris Público: 5 765 Árbitros: Belkhiri, Hamid |
| 25 de julho de 2024 16:00 | 2×       | Relatório | 2× 1×          | Arena 6 Paris Sul, Paris Público: 5 765 Árbitros: Belkhiri, Hamid |

| 25 de julho de 2024 21:00 | Noruega         | 28–32     | Suécia   | Arena 6 Paris Sul, Paris Público: 5 808 Árbitros: García, Marín |
| 25 de julho de 2024 21:00 | Mørk, Oftedal 7 | (17–15)   | Hagman 8 | Arena 6 Paris Sul, Paris Público: 5 808 Árbitros: García, Marín |
| 25 de julho de 2024 21:00 | 3× 1×           | Relatório | 5× 1×    | Arena 6 Paris Sul, Paris Público: 5 808 Árbitros: García, Marín |

| 28 de julho de 2024 11:00 | Coreia do Sul | 23–30     | Eslovênia | Arena 6 Paris Sul, Paris Público: 5 819 Árbitros: Bíró, Kiss |
| 28 de julho de 2024 11:00 | Woo 7         | (12–14)   | Mavsar 7  | Arena 6 Paris Sul, Paris Público: 5 819 Árbitros: Bíró, Kiss |
| 28 de julho de 2024 11:00 | 2× 1×         | Relatório | 1×        | Arena 6 Paris Sul, Paris Público: 5 819 Árbitros: Bíró, Kiss |

| 28 de julho de 2024 14:00 | Suécia    | 31–28     | Alemanha                      | Arena 6 Paris Sul, Paris Público: 5 815 Árbitros: Pavićević, Ražnatović |
| 28 de julho de 2024 14:00 | Carlson 7 | (19–12)   | Behrend, Grijseels, Maidhof 5 | Arena 6 Paris Sul, Paris Público: 5 815 Árbitros: Pavićević, Ražnatović |
| 28 de julho de 2024 14:00 | 4×        | Relatório | 3×                            | Arena 6 Paris Sul, Paris Público: 5 815 Árbitros: Pavićević, Ražnatović |

| 28 de julho de 2024 16:00 | Dinamarca    | 18–27     | Noruega                      | Arena 6 Paris Sul, Paris Público: 5 819 Árbitros: C. Bonaventura, J. Bonaventura |
| 28 de julho de 2024 16:00 | Østergaard 5 | (8–14)    | Brattset Dale, Kristiansen 6 | Arena 6 Paris Sul, Paris Público: 5 819 Árbitros: C. Bonaventura, J. Bonaventura |
| 28 de julho de 2024 16:00 | 3×           | Relatório | 1×                           | Arena 6 Paris Sul, Paris Público: 5 819 Árbitros: C. Bonaventura, J. Bonaventura |

| 30 de julho de 2024 09:00 | Alemanha      | 41–22     | Eslovênia | Arena 6 Paris Sul, Paris Público: 5 852 Árbitros: García, Paolantoni |
| 30 de julho de 2024 09:00 | Lott, Smits 7 | (16–9)    | Gros 6    | Arena 6 Paris Sul, Paris Público: 5 852 Árbitros: García, Paolantoni |
| 30 de julho de 2024 09:00 | 4× 1×         | Relatório | 4× 1×     | Arena 6 Paris Sul, Paris Público: 5 852 Árbitros: García, Paolantoni |

| 30 de julho de 2024 11:00 | Noruega    | 26–20     | Coreia do Sul | Arena 6 Paris Sul, Paris Público: 5 852 Árbitros: Brunner, Salah |
| 30 de julho de 2024 11:00 | Skogrand 5 | (13–11)   | Ryu 6         | Arena 6 Paris Sul, Paris Público: 5 852 Árbitros: Brunner, Salah |
| 30 de julho de 2024 11:00 | 2× 1×      | Relatório | 1×            | Arena 6 Paris Sul, Paris Público: 5 852 Árbitros: Brunner, Salah |

| 30 de julho de 2024 21:00 | Suécia   | 23–25     | Dinamarca                               | Arena 6 Paris Sul, Paris Público: 5 834 Árbitros: A. Konjičanin, D. Konjičanin |
| 30 de julho de 2024 21:00 | Hagman 6 | (14–14)   | Friis, Hansen, R. Iversen, S. Iversen 4 | Arena 6 Paris Sul, Paris Público: 5 834 Árbitros: A. Konjičanin, D. Konjičanin |
| 30 de julho de 2024 21:00 | 4×       | Relatório | 3× 1×                                   | Arena 6 Paris Sul, Paris Público: 5 834 Árbitros: A. Konjičanin, D. Konjičanin |

| 1 de agosto de 2024 11:00 | Coreia do Sul | 21–27     | Suécia      | Arena 6 Paris Sul, Paris Público: 5 653 Árbitros: García, Paolantoni |
| 1 de agosto de 2024 11:00 | Kang K. 5     | (11–16)   | Lindqvist 5 | Arena 6 Paris Sul, Paris Público: 5 653 Árbitros: García, Paolantoni |
| 1 de agosto de 2024 11:00 | 2×            | Relatório |             | Arena 6 Paris Sul, Paris Público: 5 653 Árbitros: García, Paolantoni |

| 1 de agosto de 2024 19:00 | Alemanha  | 27–28     | Dinamarca | Arena 6 Paris Sul, Paris Público: 5 722 Árbitros: Bíró, Kiss |
| 1 de agosto de 2024 19:00 | Behrend 6 | (12–15)   | Højlund 7 | Arena 6 Paris Sul, Paris Público: 5 722 Árbitros: Bíró, Kiss |
| 1 de agosto de 2024 19:00 | 3×        | Relatório | 4×        | Arena 6 Paris Sul, Paris Público: 5 722 Árbitros: Bíró, Kiss |

| 1 de agosto de 2024 21:00 | Eslovênia      | 22–29     | Noruega                                   | Arena 6 Paris Sul, Paris Público: 5 722 Árbitros: Belkhiri, Hamidi |
| 1 de agosto de 2024 21:00 | Gros, Mavsar 5 | (10–15)   | Brattset Dale, Ingstad, Rushfeldt Deila 4 | Arena 6 Paris Sul, Paris Público: 5 722 Árbitros: Belkhiri, Hamidi |
| 1 de agosto de 2024 21:00 | 4× 1×          | Relatório | 2× 1×                                     | Arena 6 Paris Sul, Paris Público: 5 722 Árbitros: Belkhiri, Hamidi |

| 3 de agosto de 2024 16:00 | Eslovênia  | 23–27     | Suécia   | Arena 6 Paris Sul, Paris Público: 5 801 Árbitros: Brunner, Salah |
| 3 de agosto de 2024 16:00 | Omoregie 9 | (14–11)   | Hagman 5 | Arena 6 Paris Sul, Paris Público: 5 801 Árbitros: Brunner, Salah |
| 3 de agosto de 2024 16:00 | 2×         | Relatório | 1×       | Arena 6 Paris Sul, Paris Público: 5 801 Árbitros: Brunner, Salah |

| 3 de agosto de 2024 19:00 | Noruega   | 30–18     | Alemanha               | Arena 6 Paris Sul, Paris Público: 5 714 Árbitros: A. Konjičanin, D. Konjičanin |
| 3 de agosto de 2024 19:00 | Reistad 8 | (14–8)    | Bölk, Döll, Leuchter 3 | Arena 6 Paris Sul, Paris Público: 5 714 Árbitros: A. Konjičanin, D. Konjičanin |
| 3 de agosto de 2024 19:00 | 3×        | Relatório | 2×                     | Arena 6 Paris Sul, Paris Público: 5 714 Árbitros: A. Konjičanin, D. Konjičanin |

| 3 de agosto de 2024 21:00 | Dinamarca           | 28–20     | Coreia do Sul | Arena 6 Paris Sul, Paris Público: 5 714 Árbitros: García, Marín |
| 3 de agosto de 2024 21:00 | Hansen, Jørgensen 6 | (12–8)    | Woo 5         | Arena 6 Paris Sul, Paris Público: 5 714 Árbitros: García, Marín |
| 3 de agosto de 2024 21:00 | 4× 1×               | Relatório |               | Arena 6 Paris Sul, Paris Público: 5 714 Árbitros: García, Marín |

### Grupo B
| Pos | Equipe        | Pts | J | V | E | D | GP  | GC  | SG  | Classificado     |
| --- | ------------- | --- | - | - | - | - | --- | --- | --- | ---------------- |
| 1   | França        | 10  | 5 | 5 | 0 | 0 | 159 | 124 | +35 | Quartas de final |
| 2   | Países Baixos | 8   | 5 | 4 | 0 | 1 | 152 | 137 | +15 | Quartas de final |
| 3   | Hungria       | 5   | 5 | 2 | 1 | 2 | 137 | 140 | −3  | Quartas de final |
| 4   | Brasil        | 4   | 5 | 2 | 0 | 3 | 127 | 119 | +8  | Quartas de final |
| 5   | Angola        | 3   | 5 | 1 | 1 | 3 | 131 | 154 | −23 |                  |
| 6   | Espanha       | 0   | 5 | 0 | 0 | 5 | 111 | 143 | −32 |                  |

| 25 de julho de 2024 11:00 | Países Baixos       | 34–31     | Angola            | Arena 6 Paris Sul, Paris Público: 5 765 Árbitros: Kuttler, Merz |
| 25 de julho de 2024 11:00 | Malestein, Polman 8 | (19–18)   | Nenganga, Paulo 6 | Arena 6 Paris Sul, Paris Público: 5 765 Árbitros: Kuttler, Merz |
| 25 de julho de 2024 11:00 | 1×                  | Relatório | 3×                | Arena 6 Paris Sul, Paris Público: 5 765 Árbitros: Kuttler, Merz |

| 25 de julho de 2024 14:00 | Espanha | 18–29     | Brasil              | Arena 6 Paris Sul, Paris Público: 5 765 Árbitros: Kurtagic, Wetterwik |
| 25 de julho de 2024 14:00 | López 5 | (10–15)   | De Paula, Matieli 6 | Arena 6 Paris Sul, Paris Público: 5 765 Árbitros: Kurtagic, Wetterwik |
| 25 de julho de 2024 14:00 | 5×      | Relatório | 5×                  | Arena 6 Paris Sul, Paris Público: 5 765 Árbitros: Kurtagic, Wetterwik |

| 25 de julho de 2024 19:00 | Hungria   | 28–31     | França      | Arena 6 Paris Sul, Paris Árbitros: García, Paolantoni |
| 25 de julho de 2024 19:00 | Kuczora 8 | (12–15)   | Nze Minko 6 | Arena 6 Paris Sul, Paris Árbitros: García, Paolantoni |
| 25 de julho de 2024 19:00 | 1×        | Relatório | 2× 1×       | Arena 6 Paris Sul, Paris Árbitros: García, Paolantoni |

| 28 de julho de 2024 09:00 | Brasil                          | 24–25     | Hungria | Arena 6 Paris Sul, Paris Público: 5 819 Árbitros: Kleven, Jørum |
| 28 de julho de 2024 09:00 | De Paula, Fernandes, Quintino 4 | (15–12)   | Simon 5 | Arena 6 Paris Sul, Paris Público: 5 819 Árbitros: Kleven, Jørum |
| 28 de julho de 2024 09:00 | 3×                              | Relatório | 3×      | Arena 6 Paris Sul, Paris Público: 5 819 Árbitros: Kleven, Jørum |

| 28 de julho de 2024 19:00 | Angola     | 26–21     | Espanha  | Arena 6 Paris Sul, Paris Público: 5 748 Árbitros: A. Konjičanin, D. Konjičanin |
| 28 de julho de 2024 19:00 | Nenganga 7 | (14–15)   | Campos 6 | Arena 6 Paris Sul, Paris Público: 5 748 Árbitros: A. Konjičanin, D. Konjičanin |
| 28 de julho de 2024 19:00 | 4× 1×      | Relatório | 3× 1×    | Arena 6 Paris Sul, Paris Público: 5 748 Árbitros: A. Konjičanin, D. Konjičanin |

| 28 de julho de 2024 21:00 | França       | 32–28     | Países Baixos | Arena 6 Paris Sul, Paris Público: 5 748 Árbitros: Lah, Sok |
| 28 de julho de 2024 21:00 | Valentini 10 | (17–14)   | Malestein 7   | Arena 6 Paris Sul, Paris Público: 5 748 Árbitros: Lah, Sok |
| 28 de julho de 2024 21:00 | 2×           | Relatório | 2×            | Arena 6 Paris Sul, Paris Público: 5 748 Árbitros: Lah, Sok |

| 30 de julho de 2024 14:00 | Países Baixos  | 29–24     | Espanha | Arena 6 Paris Sul, Paris Público: 5 834 Árbitros: Hansen, Madsen |
| 30 de julho de 2024 14:00 | Van Wetering 5 | (14–12)   | Arcos 6 | Arena 6 Paris Sul, Paris Público: 5 834 Árbitros: Hansen, Madsen |
| 30 de julho de 2024 14:00 | 1×             | Relatório | 2× 1×   | Arena 6 Paris Sul, Paris Público: 5 834 Árbitros: Hansen, Madsen |

| 30 de julho de 2024 16:00 | Hungria   | 31–31     | Angola    | Arena 6 Paris Sul, Paris Público: 5 834 Árbitros: Kurtagic, Wetterwik |
| 30 de julho de 2024 16:00 | Klujber 9 | (15–16)   | Kassoma 9 | Arena 6 Paris Sul, Paris Público: 5 834 Árbitros: Kurtagic, Wetterwik |
| 30 de julho de 2024 16:00 | 2× 1×     | Relatório | 2×        | Arena 6 Paris Sul, Paris Público: 5 834 Árbitros: Kurtagic, Wetterwik |

| 30 de julho de 2024 19:00 | França  | 26–20     | Brasil     | Arena 6 Paris Sul, Paris Público: 5 724 Árbitros: Kuttler, Merz |
| 30 de julho de 2024 19:00 | Foppa 7 | (14–11)   | De Paula 7 | Arena 6 Paris Sul, Paris Público: 5 724 Árbitros: Kuttler, Merz |
| 30 de julho de 2024 19:00 | 2×      | Relatório | 3×         | Arena 6 Paris Sul, Paris Público: 5 724 Árbitros: Kuttler, Merz |

| 1 de agosto de 2024 09:00 | Países Baixos  | 31–24     | Brasil   | Arena 6 Paris Sul, Paris Público: 5 653 Árbitros: A. Konjičanin, D. Konjičanin |
| 1 de agosto de 2024 09:00 | Van Wetering 6 | (17–13)   | Bitolo 7 | Arena 6 Paris Sul, Paris Público: 5 653 Árbitros: A. Konjičanin, D. Konjičanin |
| 1 de agosto de 2024 09:00 | 1×             | Relatório | 3× 1×    | Arena 6 Paris Sul, Paris Público: 5 653 Árbitros: A. Konjičanin, D. Konjičanin |

| 1 de agosto de 2024 14:00 | Espanha  | 24–27     | Hungria   | Arena 6 Paris Sul, Paris Público: 5 816 Árbitros: Kuttler, Merz |
| 1 de agosto de 2024 14:00 | Cabral 6 | (12–14)   | Klujber 6 | Arena 6 Paris Sul, Paris Público: 5 816 Árbitros: Kuttler, Merz |
| 1 de agosto de 2024 14:00 | 2× 1×    | Relatório | 3×        | Arena 6 Paris Sul, Paris Público: 5 816 Árbitros: Kuttler, Merz |

| 1 de agosto de 2024 16:00 | Angola                      | 24–38     | França  | Arena 6 Paris Sul, Paris Público: 5 816 Árbitros: Kleven, Jørum |
| 1 de agosto de 2024 16:00 | Carlos, Nenganga, Pascoal 5 | (14–18)   | Kanor 7 | Arena 6 Paris Sul, Paris Público: 5 816 Árbitros: Kleven, Jørum |
| 1 de agosto de 2024 16:00 | 2× 1×                       | Relatório | 1×      | Arena 6 Paris Sul, Paris Público: 5 816 Árbitros: Kleven, Jørum |

| 3 de agosto de 2024 09:00 | Hungria                 | 26–30     | Países Baixos | Arena 6 Paris Sul, Paris Público: 5 841 Árbitros: C. Bonaventura, J. Bonaventura |
| 3 de agosto de 2024 09:00 | Győri-Lukács, Klujber 5 | (16–19)   | Abbingh 7     | Arena 6 Paris Sul, Paris Público: 5 841 Árbitros: C. Bonaventura, J. Bonaventura |
| 3 de agosto de 2024 09:00 | 4× 1×                   | Relatório | 3×            | Arena 6 Paris Sul, Paris Público: 5 841 Árbitros: C. Bonaventura, J. Bonaventura |

| 3 de agosto de 2024 11:00 | Espanha  | 24–32     | França     | Arena 6 Paris Sul, Paris Público: 5 841 Árbitros: Kuttler, Merz |
| 3 de agosto de 2024 11:00 | Cabral 5 | (9–17)    | Toublanc 6 | Arena 6 Paris Sul, Paris Público: 5 841 Árbitros: Kuttler, Merz |
| 3 de agosto de 2024 11:00 | 4× 1×    | Relatório | 1×         | Arena 6 Paris Sul, Paris Público: 5 841 Árbitros: Kuttler, Merz |

| 3 de agosto de 2024 14:00 | Brasil   | 30–19     | Angola    | Arena 6 Paris Sul, Paris Público: 5 801 Árbitros: Lah, Sok |
| 3 de agosto de 2024 14:00 | Bitolo 7 | (14–6)    | Pascoal 4 | Arena 6 Paris Sul, Paris Público: 5 801 Árbitros: Lah, Sok |
| 3 de agosto de 2024 14:00 | 2× 1×    | Relatório | 1× 2×     | Arena 6 Paris Sul, Paris Público: 5 801 Árbitros: Lah, Sok |

## Fase final

### Chaveamento
|  | Quartas de final | Quartas de final |              |    | Semifinal           | Semifinal           |  |  | Final | Final |
|  |                  |                  |              |    |                     |                     |  |  |       |       |
|  | 6 de agosto      |                  |              |    |                     |                     |  |  |       |       |
|  |                  |                  |              |    |                     |                     |  |  |       |       |
|  | Noruega          | 32               |              |    |                     |                     |  |  |       |       |
|  | Noruega          | 32               | 8 de agosto  |    |                     |                     |  |  |       |       |
|  | Brasil           | 15               |              |    |                     |                     |  |  |       |       |
|  | Brasil           | 15               | Noruega      | 25 |                     |                     |  |  |       |       |
|  | 6 de agosto      |                  | Noruega      | 25 |                     |                     |  |  |       |       |
|  |                  | Dinamarca        | 21           |    |                     |                     |  |  |       |       |
|  | Dinamarca        | Dinamarca        | 21           | 29 |                     |                     |  |  |       |       |
|  | Dinamarca        |                  | 10 de agosto | 29 |                     |                     |  |  |       |       |
|  | Países Baixos    | 25               |              |    |                     |                     |  |  |       |       |
|  | Países Baixos    | 25               | Noruega      | 29 |                     |                     |  |  |       |       |
|  | 6 de agosto      |                  | Noruega      | 29 |                     |                     |  |  |       |       |
|  |                  | França           | 21           |    |                     |                     |  |  |       |       |
|  | Hungria          | França           | 21           | 32 |                     |                     |  |  |       |       |
|  | Hungria          | 8 de agosto      |              | 32 |                     |                     |  |  |       |       |
|  | Suécia (pro)     | 36               |              |    |                     |                     |  |  |       |       |
|  | Suécia (pro)     | 36               | Suécia       | 28 |                     |                     |  |  |       |       |
|  | 6 de agosto      |                  | Suécia       | 28 |                     |                     |  |  |       |       |
|  |                  | França (pro)     | 31           |    | Disputa pelo bronze | Disputa pelo bronze |  |  |       |       |
|  | França           | França (pro)     | 31           | 26 | Disputa pelo bronze | Disputa pelo bronze |  |  |       |       |
|  | França           |                  | 10 de agosto | 26 |                     |                     |  |  |       |       |
|  | Alemanha         | 23               |              |    |                     |                     |  |  |       |       |
|  | Alemanha         | 23               | Dinamarca    | 30 |                     |                     |  |  |       |       |
|  |                  |                  |              |    |                     |                     |  |  |       |       |
|  | Suécia           | 25               |              |    |                     |                     |  |  |       |       |
|  | Suécia           | 25               |              |    |                     |                     |  |  |       |       |

### Quartas de final
| 6 de agosto de 2024 09:30 | Dinamarca       | 29–25     | Países Baixos            | Stade Pierre-Mauroy, Lille Público: 20 372 Árbitros: Kurtagic, Wetterwik |
| 6 de agosto de 2024 09:30 | Friis, Hansen 6 | (11–10)   | Housheer, Van Wetering 7 | Stade Pierre-Mauroy, Lille Público: 20 372 Árbitros: Kurtagic, Wetterwik |
| 6 de agosto de 2024 09:30 | 5× 1×           | Relatório | 5×                       | Stade Pierre-Mauroy, Lille Público: 20 372 Árbitros: Kurtagic, Wetterwik |

| 6 de agosto de 2024 13:30 | França    | 26–23     | Alemanha | Stade Pierre-Mauroy, Lille Público: 26 548 Árbitros: Jørum, Kleven |
| 6 de agosto de 2024 13:30 | Horacek 7 | (13–10)   | Bölk 7   | Stade Pierre-Mauroy, Lille Público: 26 548 Árbitros: Jørum, Kleven |
| 6 de agosto de 2024 13:30 | 1×        | Relatório | 2×       | Stade Pierre-Mauroy, Lille Público: 26 548 Árbitros: Jørum, Kleven |

| 6 de agosto de 2024 17:30 | Hungria            | 32–36 (Pro) | Suécia    | Stade Pierre-Mauroy, Lille Público: 22 408 Árbitros: A. Konjičanin, D. Konjičanin |
| 6 de agosto de 2024 17:30 | Klujber 11         | (15–16)     | Koppang 7 | Stade Pierre-Mauroy, Lille Público: 22 408 Árbitros: A. Konjičanin, D. Konjičanin |
| 6 de agosto de 2024 17:30 | 3× 1×              | Relatório   | 4×        | Stade Pierre-Mauroy, Lille Público: 22 408 Árbitros: A. Konjičanin, D. Konjičanin |
| 6 de agosto de 2024 17:30 | 2T: 29–29 Pro: 3–7 |             |           | Stade Pierre-Mauroy, Lille Público: 22 408 Árbitros: A. Konjičanin, D. Konjičanin |

| 6 de agosto de 2024 21:30 | Noruega    | 32–15     | Brasil                | Stade Pierre-Mauroy, Lille Público: 21 522 Árbitros: Kuttler, Merz |
| 6 de agosto de 2024 21:30 | Jacobsen 6 | (16–8)    | De Paula, Guarieiro 3 | Stade Pierre-Mauroy, Lille Público: 21 522 Árbitros: Kuttler, Merz |
| 6 de agosto de 2024 21:30 | 1×         | Relatório | 2× 1×                 | Stade Pierre-Mauroy, Lille Público: 21 522 Árbitros: Kuttler, Merz |

### Semifinais
| 8 de agosto de 2024 16:30 | Suécia             | 28–31 (Pro) | França    | Stade Pierre-Mauroy, Lille Público: 24 688 Árbitros: Kuttler, Merz |
| 8 de agosto de 2024 16:30 | Hagman 6           | (12–10)     | Horacek 8 | Stade Pierre-Mauroy, Lille Público: 24 688 Árbitros: Kuttler, Merz |
| 8 de agosto de 2024 16:30 | 3×                 | Relatório   | 5× 1×     | Stade Pierre-Mauroy, Lille Público: 24 688 Árbitros: Kuttler, Merz |
| 8 de agosto de 2024 16:30 | 2T: 25–25 Pro: 3–6 |             |           | Stade Pierre-Mauroy, Lille Público: 24 688 Árbitros: Kuttler, Merz |

| 8 de agosto de 2024 21:30 | Noruega         | 25–21     | Dinamarca   | Stade Pierre-Mauroy, Lille Público: 15 975 Árbitros: Lah, Sok |
| 8 de agosto de 2024 21:30 | Brattset Dale 4 | (11–8)    | Jørgensen 4 | Stade Pierre-Mauroy, Lille Público: 15 975 Árbitros: Lah, Sok |
| 8 de agosto de 2024 21:30 | 3× 1×           | Relatório | 3× 1×       | Stade Pierre-Mauroy, Lille Público: 15 975 Árbitros: Lah, Sok |

### Disputa pelo bronze
| 10 de agosto de 2024 10:00 | Dinamarca | 30–25     | Suécia   | Stade Pierre-Mauroy, Lille Público: 13 179 Árbitros: Jørum, Kleven |
| 10 de agosto de 2024 10:00 | Højlund 5 | (15–13)   | Hagman 5 | Stade Pierre-Mauroy, Lille Público: 13 179 Árbitros: Jørum, Kleven |
| 10 de agosto de 2024 10:00 | 4× 1×     | Relatório | 3× 1×    | Stade Pierre-Mauroy, Lille Público: 13 179 Árbitros: Jørum, Kleven |

### Final
| 10 de agosto de 2024 15:00 | Noruega   | 29–21     | França  | Stade Pierre-Mauroy, Lille Público: 26 664 Árbitros: García, Marín |
| 10 de agosto de 2024 15:00 | Reistad 8 | (15–13)   | Kanor 5 | Stade Pierre-Mauroy, Lille Público: 26 664 Árbitros: García, Marín |
| 10 de agosto de 2024 15:00 | 3×        | Relatório | 1×      | Stade Pierre-Mauroy, Lille Público: 26 664 Árbitros: García, Marín |

## Classificação final
| Pos.              | Seleção       |
| ----------------- | ------------- |
| Medalha de ouro   | Noruega       |
| Medalha de prata  | França        |
| Medalha de bronze | Dinamarca     |
| 4                 | Suécia        |
| 5                 | Países Baixos |
| 6                 | Hungria       |
| 7                 | Brasil        |
| 8                 | Alemanha      |
| 9                 | Angola        |
| 10                | Coreia do Sul |
| 11                | Eslovênia     |
| 12                | Espanha       |

## Seleção do torneio
O time de estrelas foi anunciado após a final em 10 de agosto de 2024.
| Posição          | Jogadora             |
| ---------------- | -------------------- |
| Goleira          | Laura Glauser        |
| Ponta esquerda   | Alicia Toublanc      |
| Armador esquerda | Katrin Klujber       |
| Armador central  | Stine Bredal Oftedal |
| Armadora direita | Estelle Nze Minko    |
| Ponta direita    | Emma Friis           |
| Pivô             | Kari Brattset Dale   |
| MVP              | Katrine Lunde        |

## Estatísticas

### Maiores pontuadoras
| Pos. | Jogadora           | Gols | Chutes | %  |
| ---- | ------------------ | ---- | ------ | -- |
| 1    | Nathalie Hagman    | 41   | 59     | 69 |
| 2    | Tamara Horacek     | 40   | 55     | 73 |
| 3    | Katrin Klujber     | 38   | 66     | 58 |
| 4    | Angela Malestein   | 34   | 52     | 65 |
| 5    | Emma Friis         | 31   | 44     | 70 |
| 6    | Dione Housheer     | 30   | 58     | 52 |
| 6    | Kristina Jørgensen | 30   | 55     | 55 |
| 6    | Estelle Nze Minko  | 30   | 49     | 61 |
| 6    | Jamina Roberts     | 30   | 53     | 57 |
| 10   | Kari Brattset Dale | 29   | 37     | 78 |

Fonte: Olympics.com

### Melhores goleiras
| Pos. | Jogadora                | %  | Defesas | Chutes |
| ---- | ----------------------- | -- | ------- | ------ |
| 1    | Katrine Lunde           | 42 | 79      | 188    |
| 2    | Evelina Eriksson        | 38 | 30      | 80     |
| 3    | Johanna Bundsen         | 36 | 93      | 257    |
| 3    | Gabriela Moreschi       | 36 | 70      | 193    |
| 3    | Althea Reinhardt        | 36 | 52      | 143    |
| 3    | Silje Solberg-Østhassel | 36 | 32      | 88     |
| 7    | Sandra Toft             | 35 | 46      | 133    |
| 8    | Hatadou Sako            | 34 | 31      | 91     |
| 9    | Laura Glauser           | 32 | 63      | 197    |
| 9    | Yara ten Holte          | 32 | 53      | 167    |

Fonte: Olympics.com